# Родни, Деванте
Деванте Дарриус Родни (анг Devante Darrius Rodney)(родился 19 мая 1998 года, Манчестер, Англия.) — английский футболист выступающий за футбольный клуб «Рочдейл» .

## Биография
Деванте начинал свой футбольный путь в академии «Манчестер Сити», когда ему было 9 лет. Пробыв в ней 6 лет он присоединился к академии «Шеффилд Уэнсдей».
В январе 2017 года он начал свою профессиональную карьеру в «Хартпул Юнайтед», в то время ему было 18 лет. Его дебют состоялся 1 апреля в игре против «Портсмунт». Матч завершился поражением «Хартпул» 0:2. За все свое прибывание в клубе он смог забить 4 гола. Летом его контракт заканчивался, но от нового он отказался, позже став «Свободным агентом».
15 июня 2018 года Родни подписал контракт с «Солфорд Сити», который вышел в национальную лигу. В феврале 2019 года он перешел в аренду на 1 месяц в «Голифакс». За это время он сыграл 12 матчей в которых забил 7 голов. 8 октября 2019 года клуб решил отдать Деванте в аренду в «Стокпорт». Пробыв там до 1 января 2020 года он сыграл 12 матчей и смог забить 3 гола. Затем 9 января 2020 года последовала ещё одна аренда в «Галифакс». За время аренды он провел 8 матчей и отличился 4 раза. 31 мая он вернулся в «Солфорд Сити» из аренды. За «Салфорд» Родни провел 19 матчей и смог забить 1 гол клубу «Мейденхед Юнайтед». После аренды его контракт с «Солфорд Сити» истекал, однако руководство клуба не стало предлагать новое соглашение, поэтому Родни начал ввести переговоры с другими клубами.
7 июля 2020 года Родни подписал контракт с «Порт Вейл» сроком на 3 года. Дебютный гол он смог забить уже 19 сентября в игре против «Эксетер Сити». Матч завершился победой «Порт Вейл» со счетом 2:0. В сезоне 2020/2021 зарекомендовал себя как нападающий. Он был номинирован на премию «Лучший игрок месяца EFL League Two» после того, как за 4 матча забил 4 гола.
28 января 2022 года Родни подписал контракт с «Уолсолл» сроком на 2 года. Сумма перехода остается не известной. Деванте провел 14 матчей, в которых не отличился результативными действиями.
15 июня 2022 года Родни подписал двухлетний контракт с «Рочдейл».